# Бурггартен (Відень)

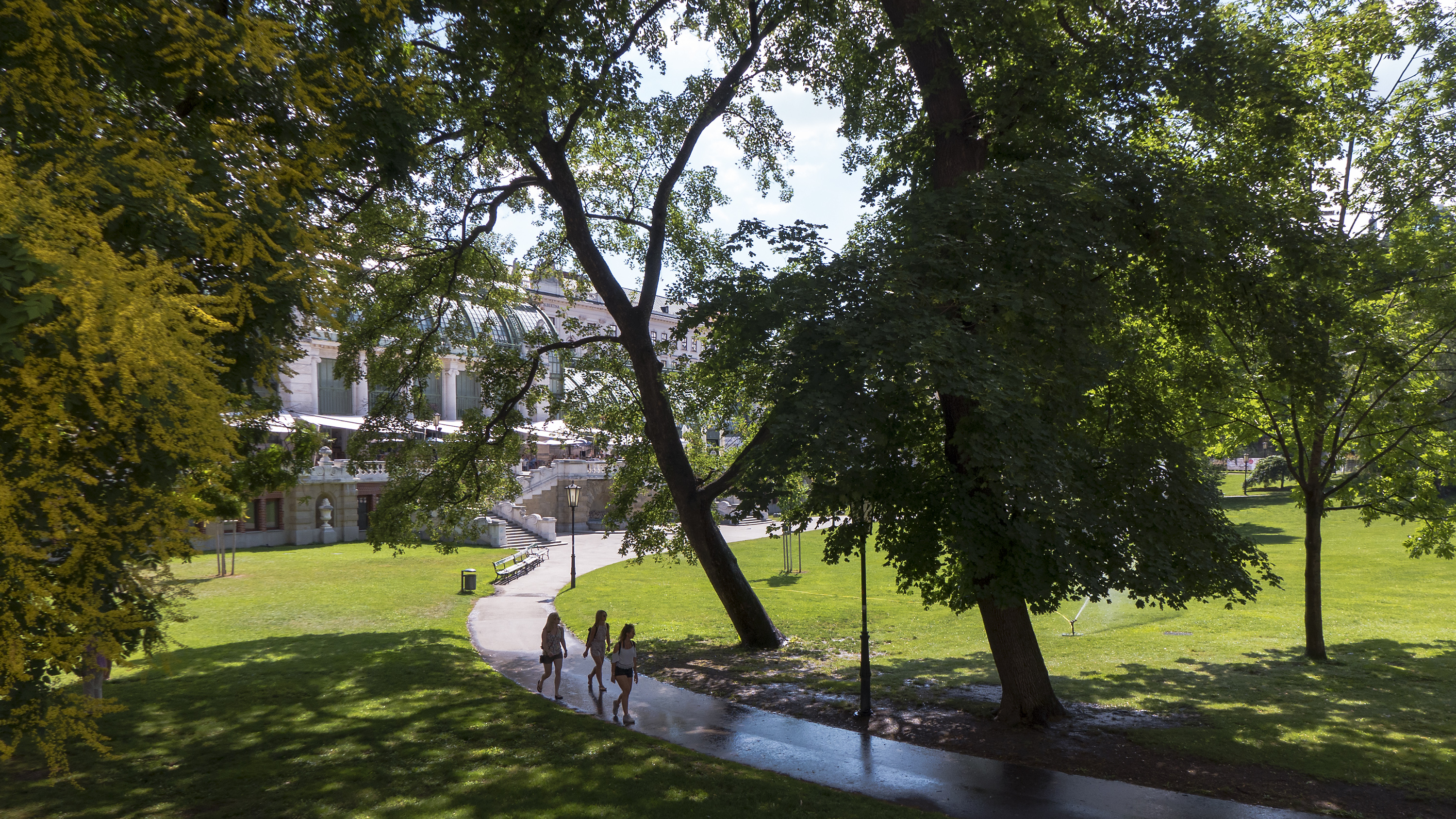
Бурггартен у Відні

Бурггартен — громадський парк на віденській вулиці Рінгштрассе. 

## Історія
Бурггартен розташований на місці поруч із колишньою Віденською міською стіною. З 1637 року там розміщався Августинський пагорб. Після того, як в 1809 році французи підірвали Августинський пагорб і Августинський бастіон, лише бастіон був відновлений. За Августинським бастіоном у 1820-х роках був розбитий сад, названий Хофгартен, а пізніше Кайзергартен. Це був імператорський приватний сад, відокремлений від Гельденплац стіною та схилом. Як і Фольксгартен, комплекс планували Людвіг Габріель фон Ремі та придворний садівник Франц Антуан Старший, але за особистою участю імператора Австрії Франца II, який і сам знався на садівництві. Особливо цінувались нові рослини, через що австрійські садівники налагоджували зв'язки із зарубіжними колегами. Пізніше мало місце перепланування, виконане Францем Антуаном Молодшим, однак уже за принципами англійського пейзажного парку. У 1863 році парк був розширений до Рінгштрассе, також був створений став. Через будівництво Нового Хофбурга сад був зменшений з північної сторони з 1881 року. Стіну демонтували. 
У 1919 році комплекс був відкритий для громадськості і ненадовго перейменований в Сад Республіки і нарешті в Бурггартен. У 1988–1992 роках було створено підземне сховище для Австрійської національної бібліотеки під терасою. 
Сьогодні його опікують Австрійські федеральні сади, офіс Міністерства життя. 

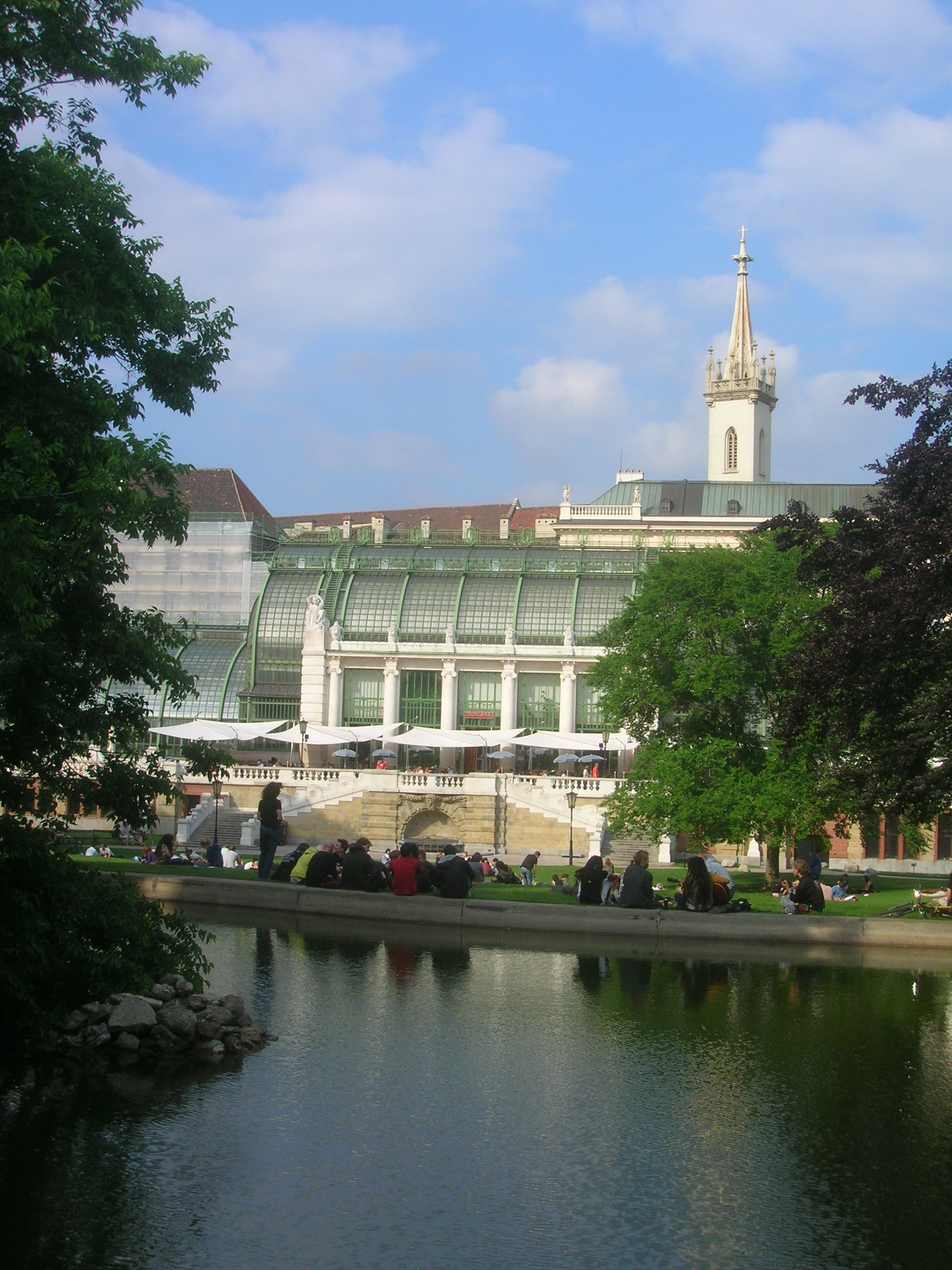
Вид над ставом на Пальмову оранжерею
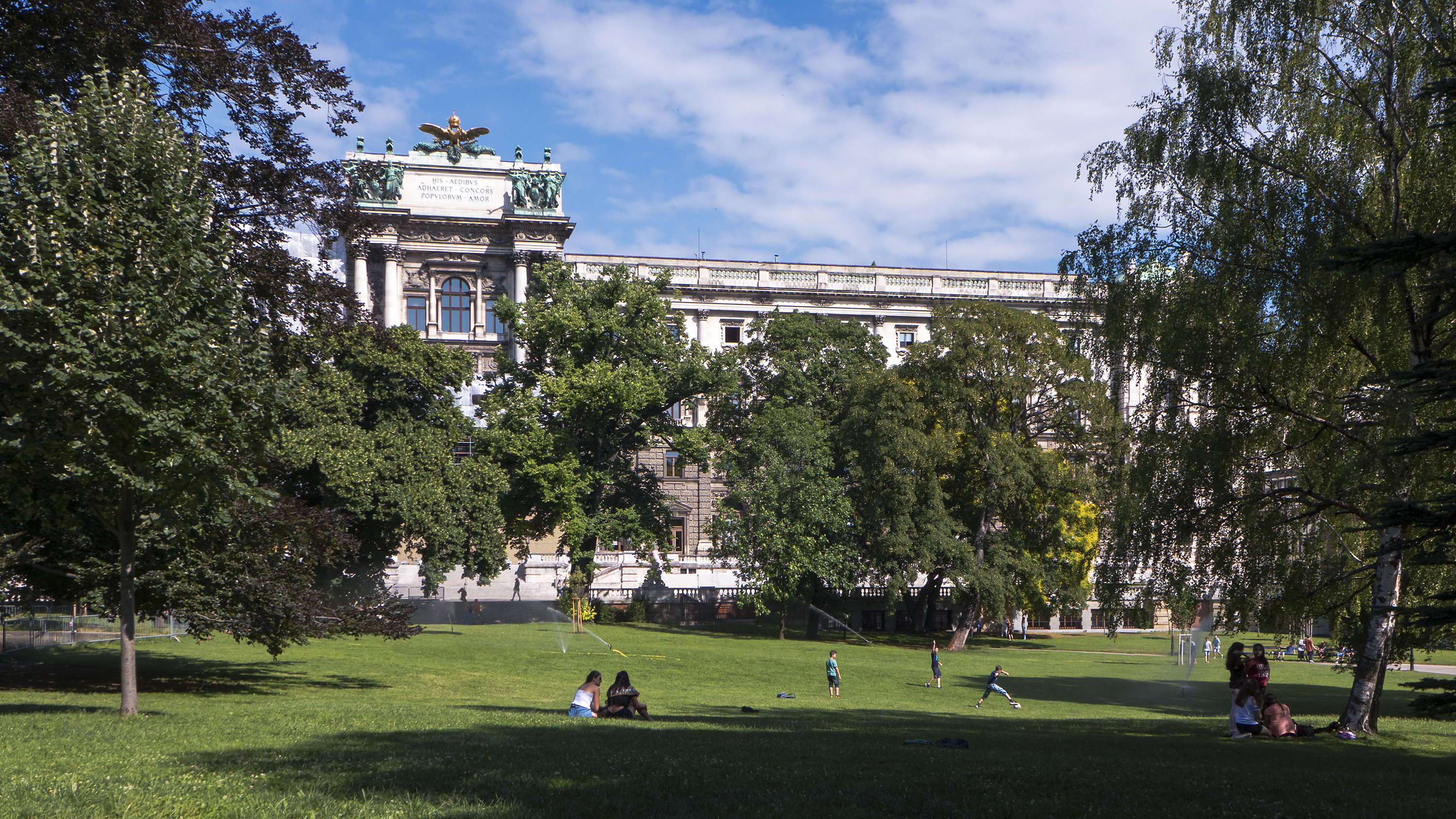
Перед новим замком
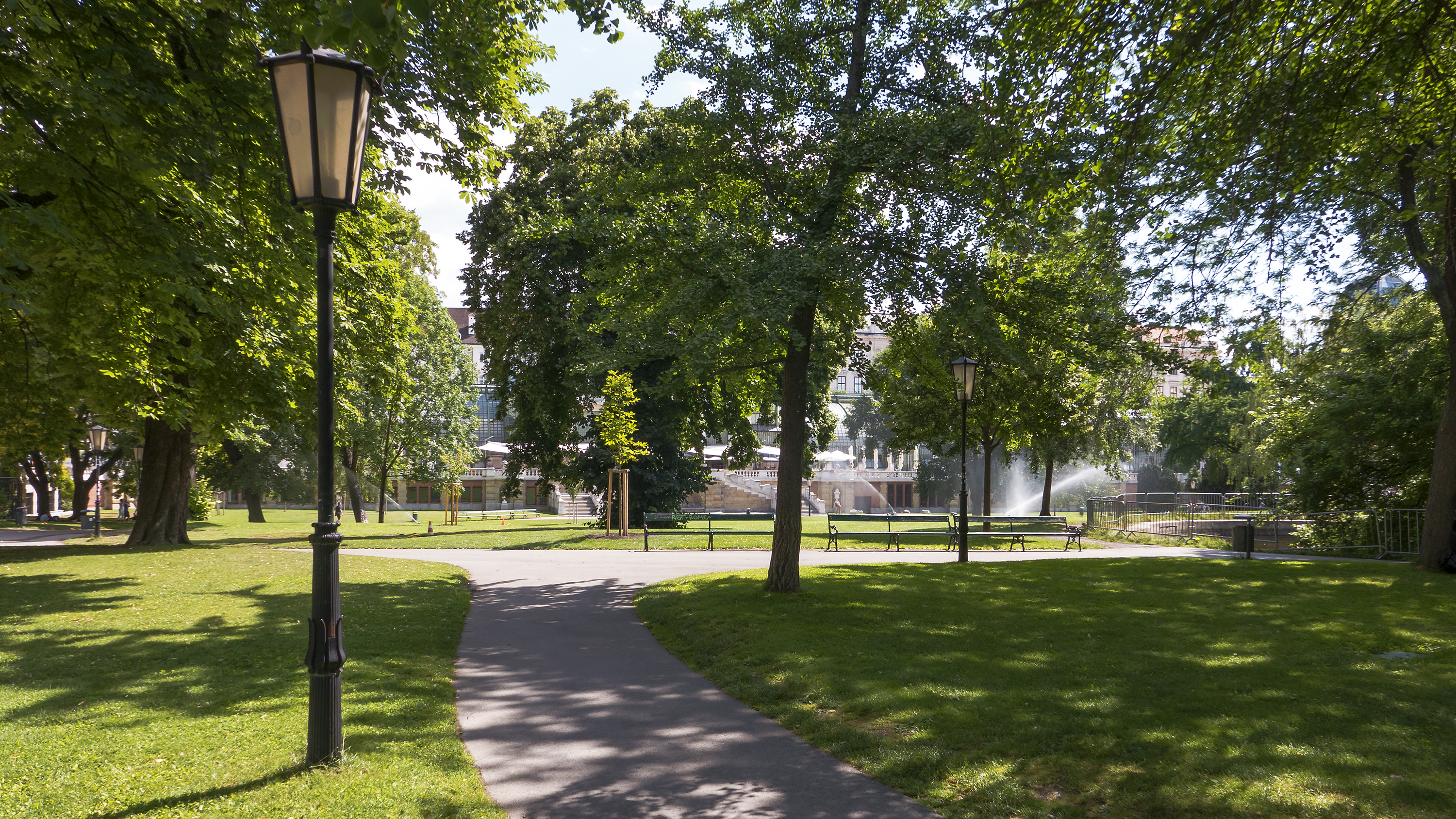
У парку
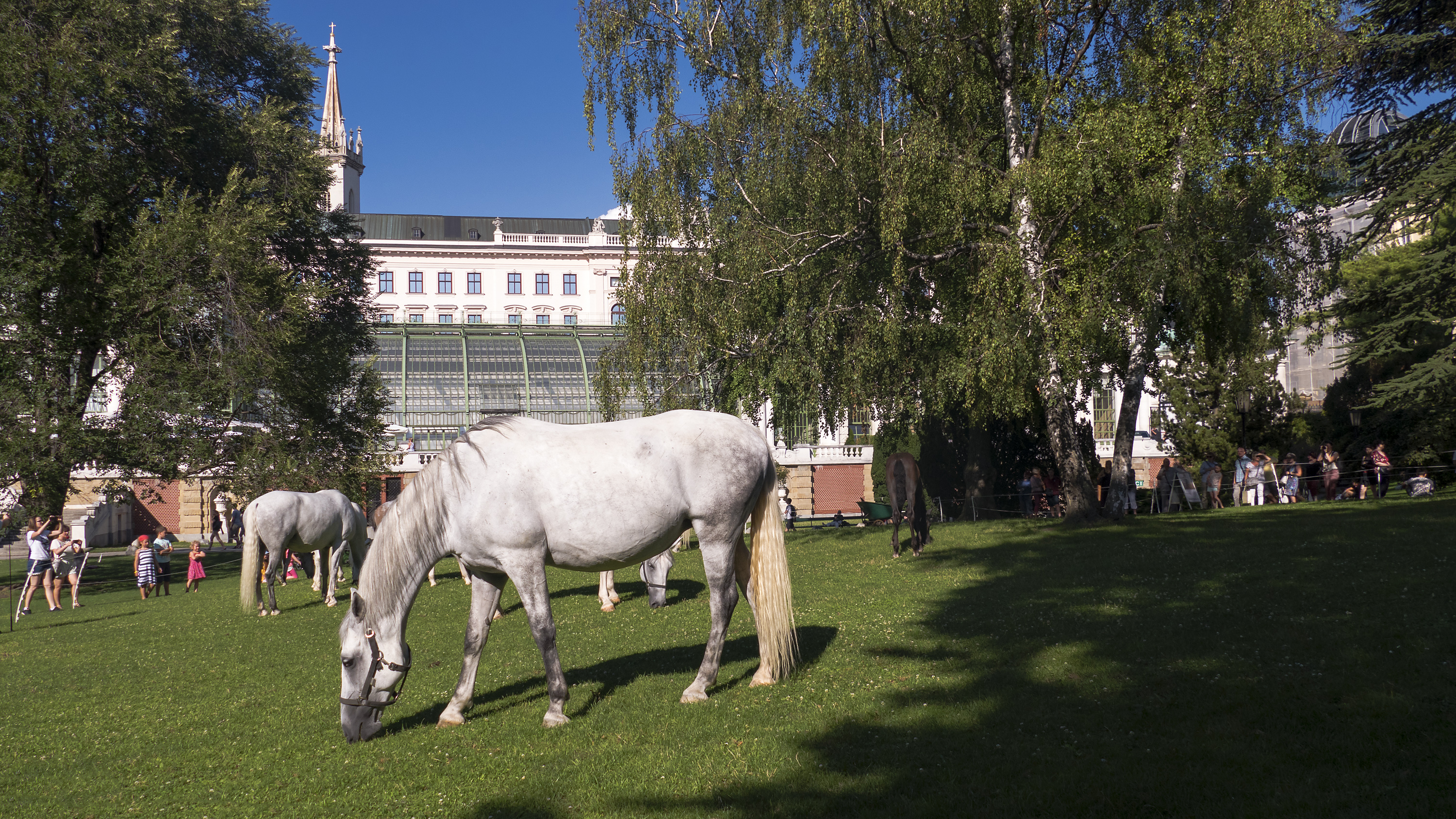
Коні ліпіцанери з Іспанської школи верхової їзди у Бурггартені

## Будівлі
- Пальмова оранжерея. Спочатку Людвіг фон Ремі побудував дві скляні теплиці, які близько 1900 року замінила сучасна Пальмова оранжерея Фрідріха Омана . [2] Вона розташована паралельно Августинському бастіону і має підняту терасу. Сьогодні Будинок метеликів з тропічними рослинами та метеликами розміщується у лівому крилі, середня частина використовується кафе-рестораном.

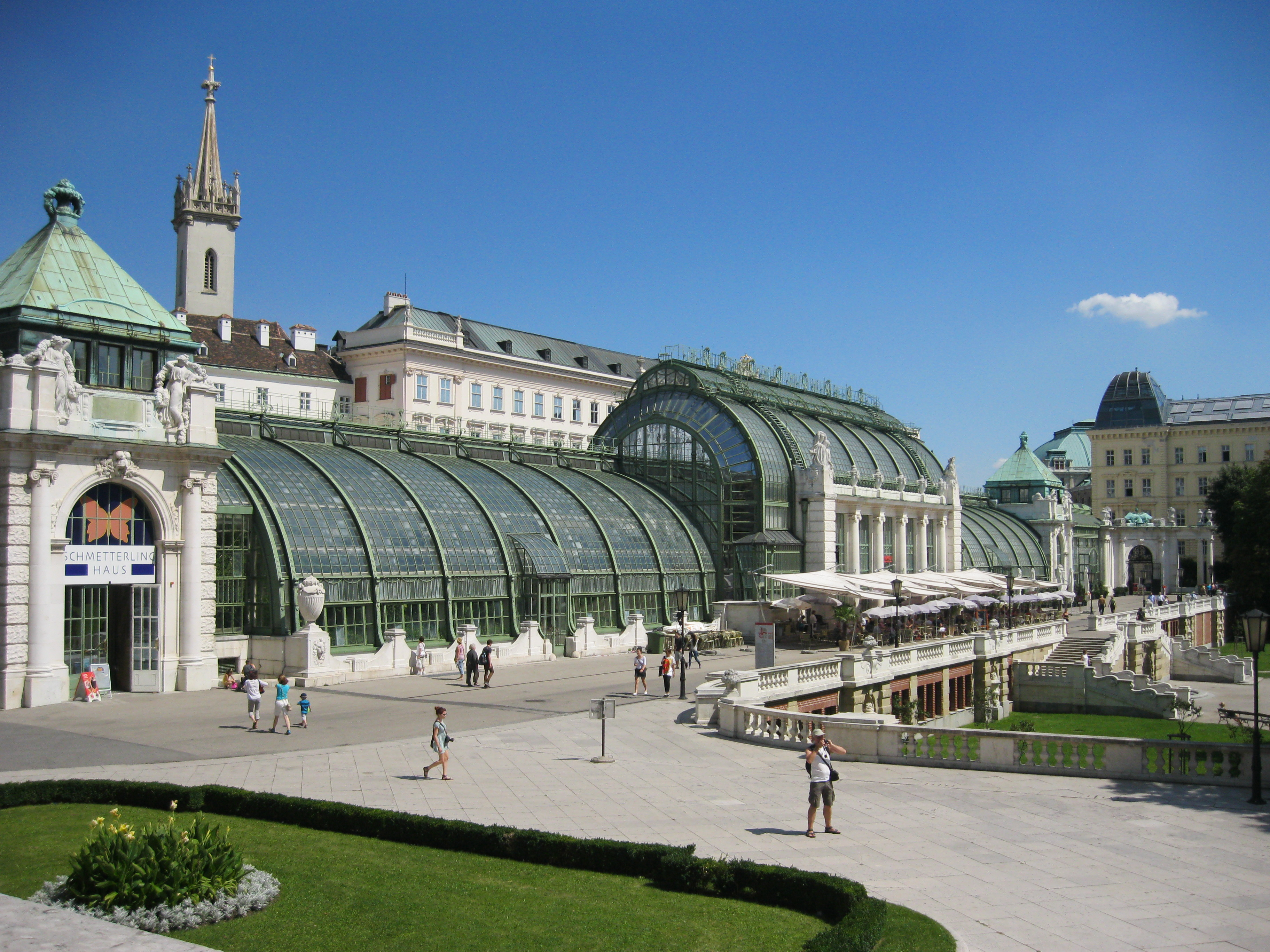
Пальмова оранжерея
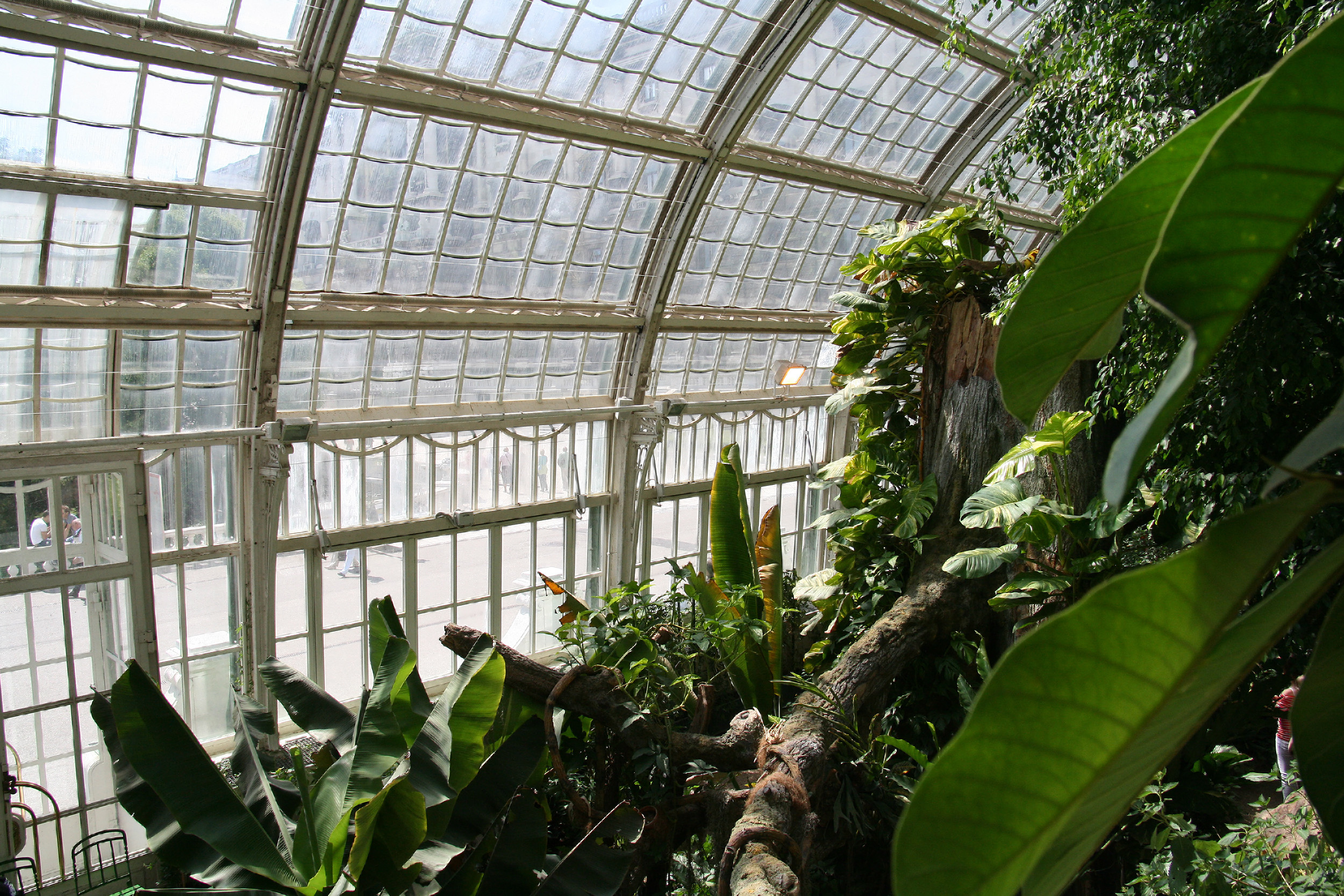
Інтер'єр Пальмової оранжереї

## Пам'ятники
- Пам'ятник Францу I, створений у 1781 році. Скульптор Бальтазар Фердинанд Молл. Це найстаріший кінний пам'ятник Відня.
- Пам'ятник Моцарту. Скульптор Віктор Тільгнер. Пам'ятник стояв на площі Альбертіна з 1896 року і був перенесений до парку в 1953 році.
- Пам'ятник Францу Йосифу I. Скульптор Йоганнес Бенк. Пам'ятник створений у 1904 році.
- Пам'ятник Абрахаму а Санта-Клара. Скульптор Ганс Швате. Пам'ятник створений у 1928 році.

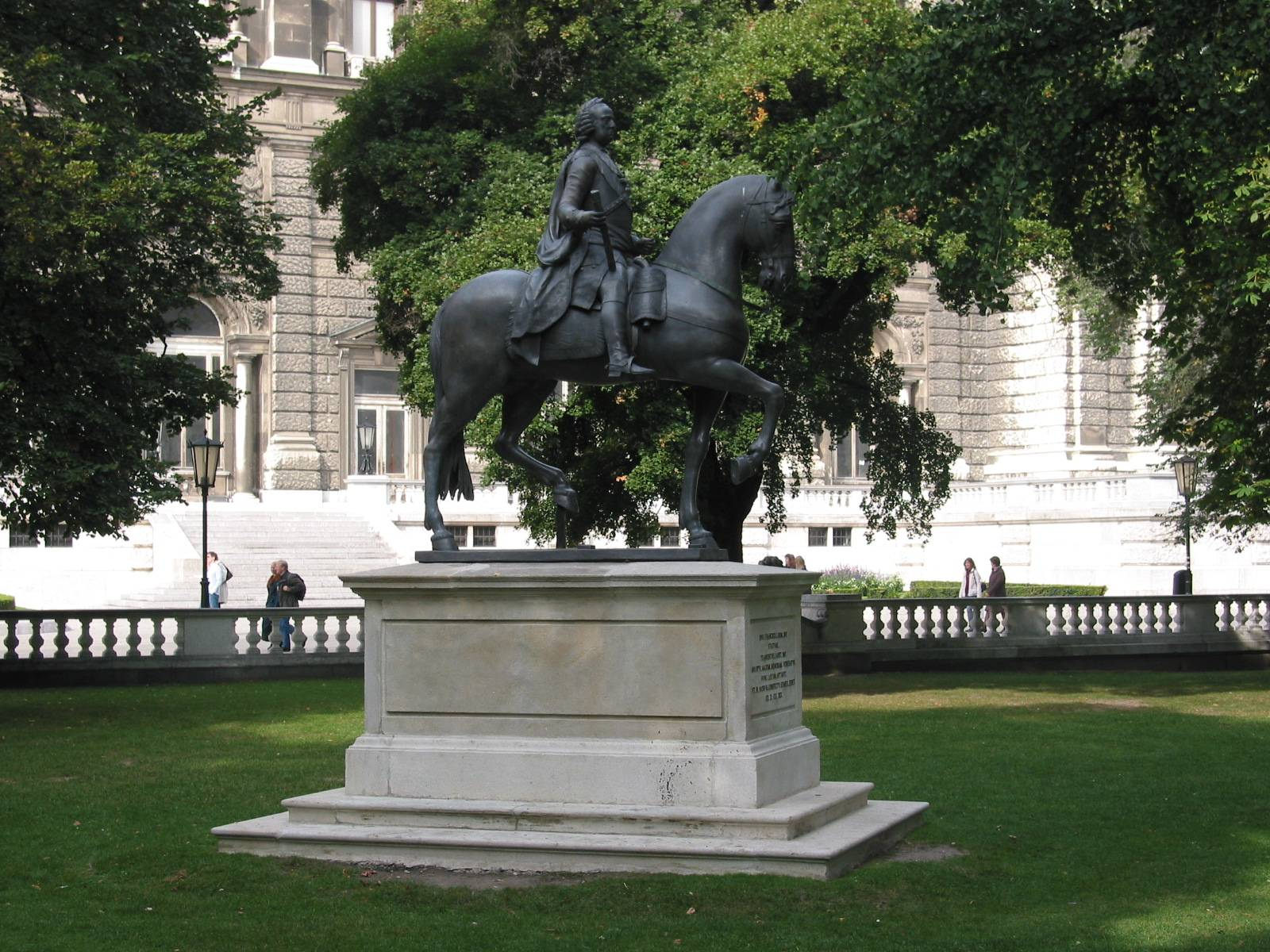
Франц Стефан з Лотарингії
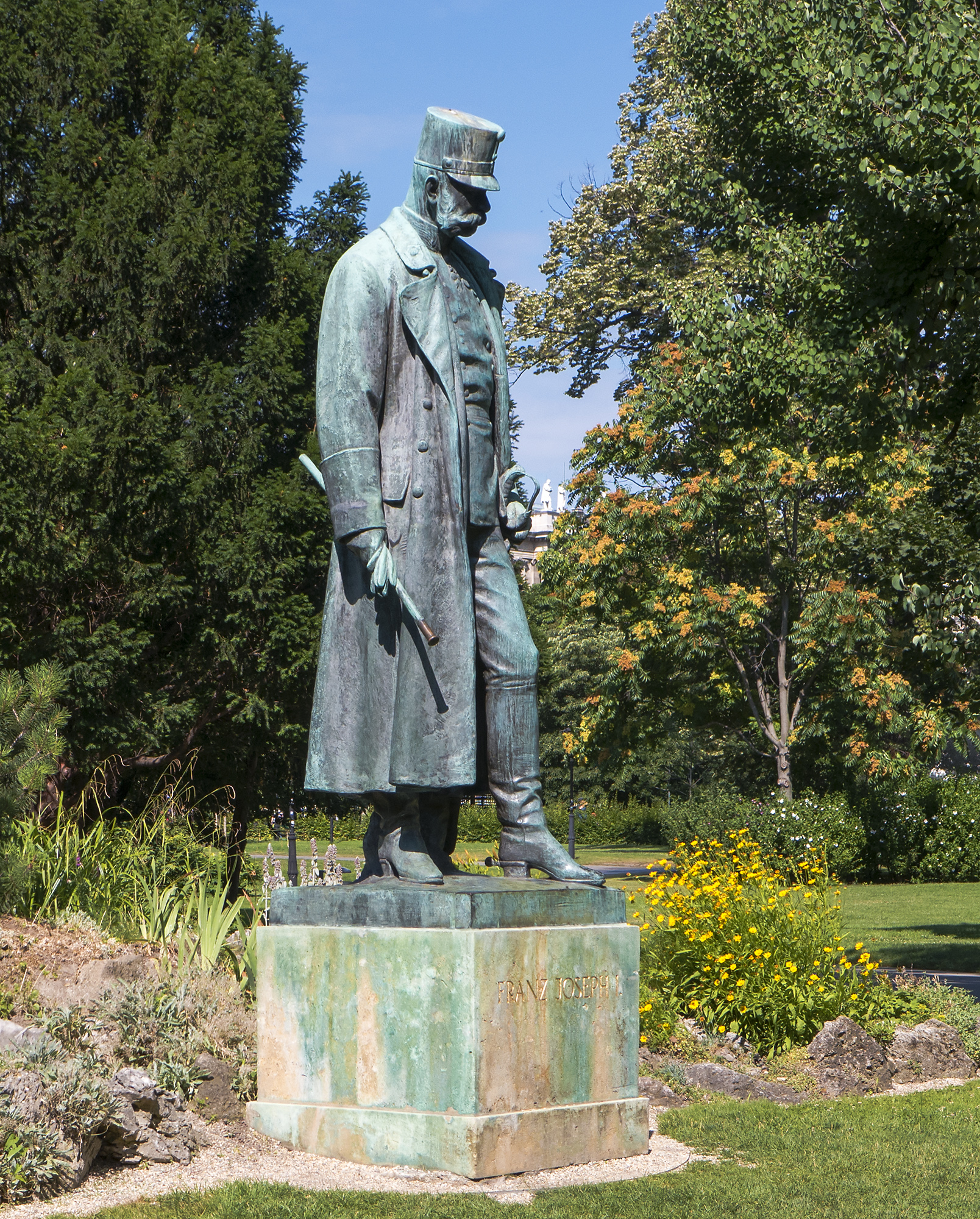
Франц Йосиф I
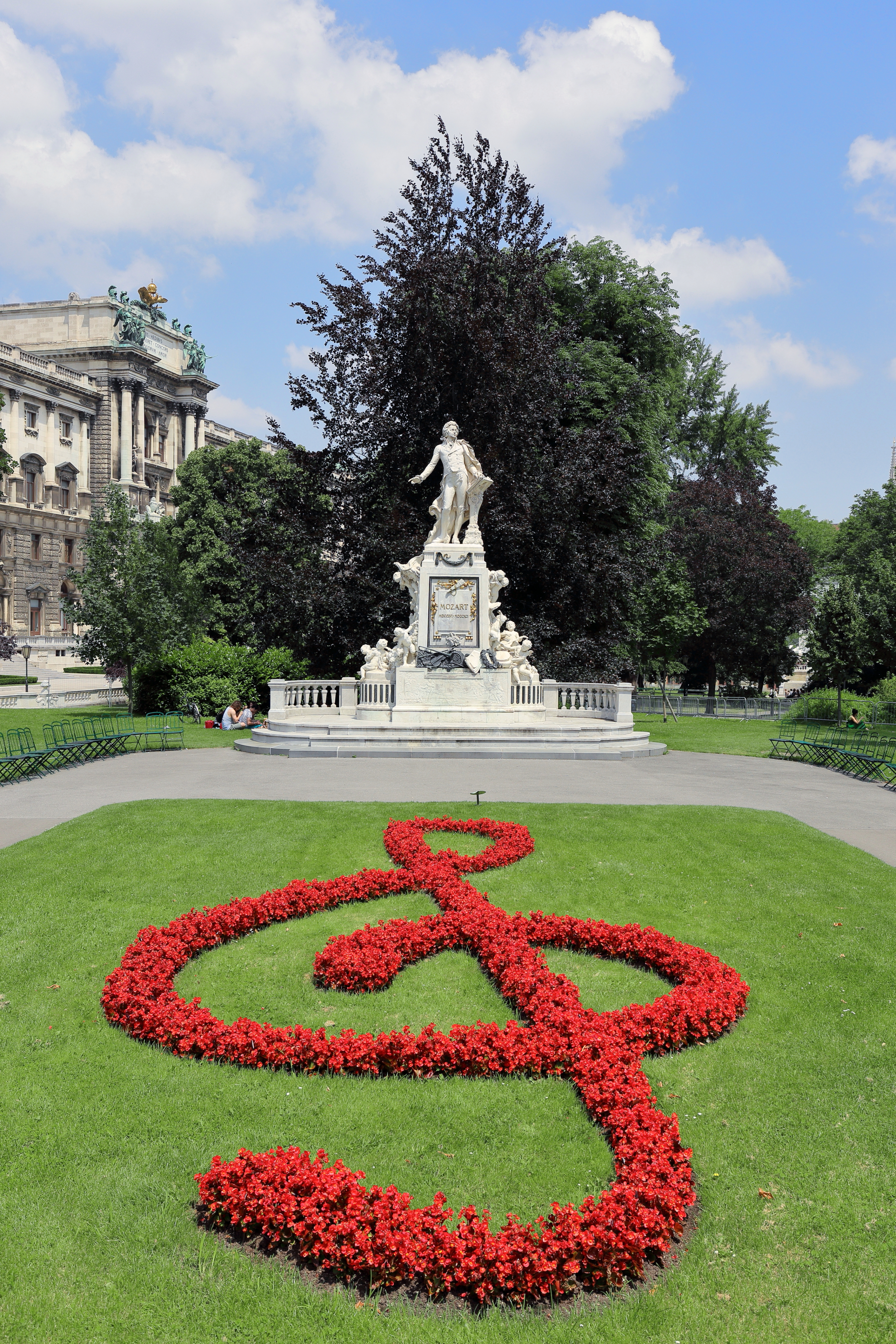
Вольфганг Амадей Моцарт
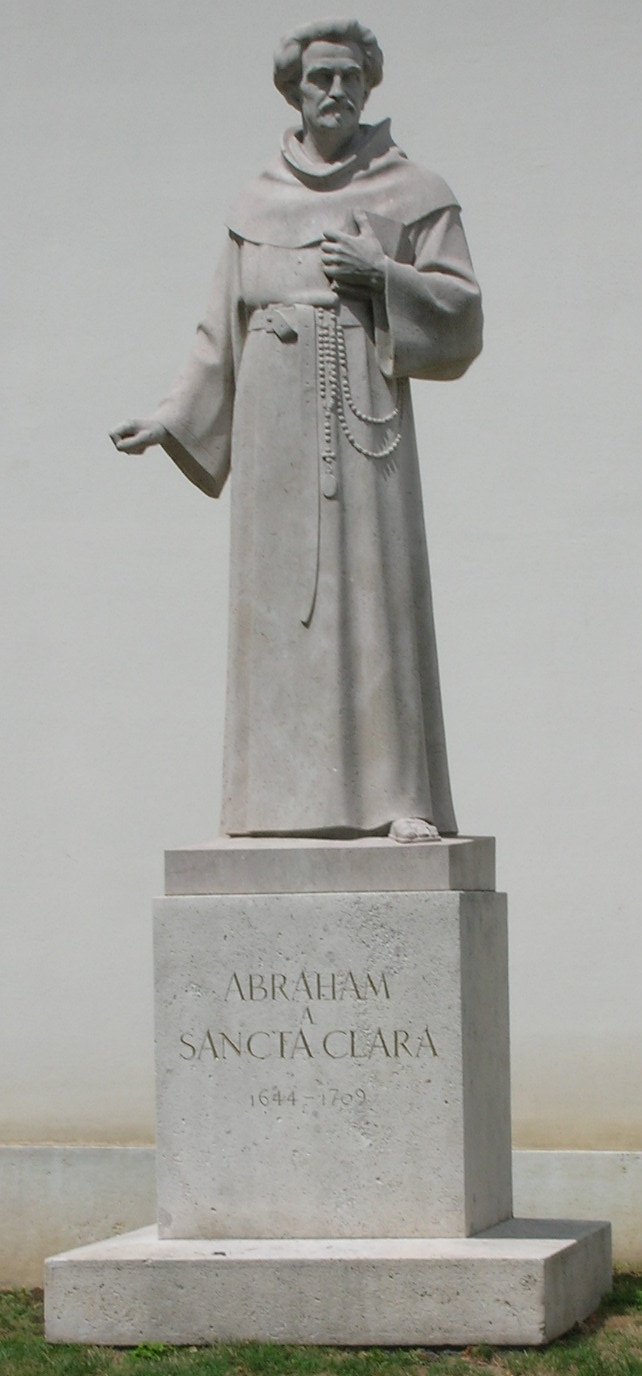
Абрахам а Санта-Клара

## Фонтан

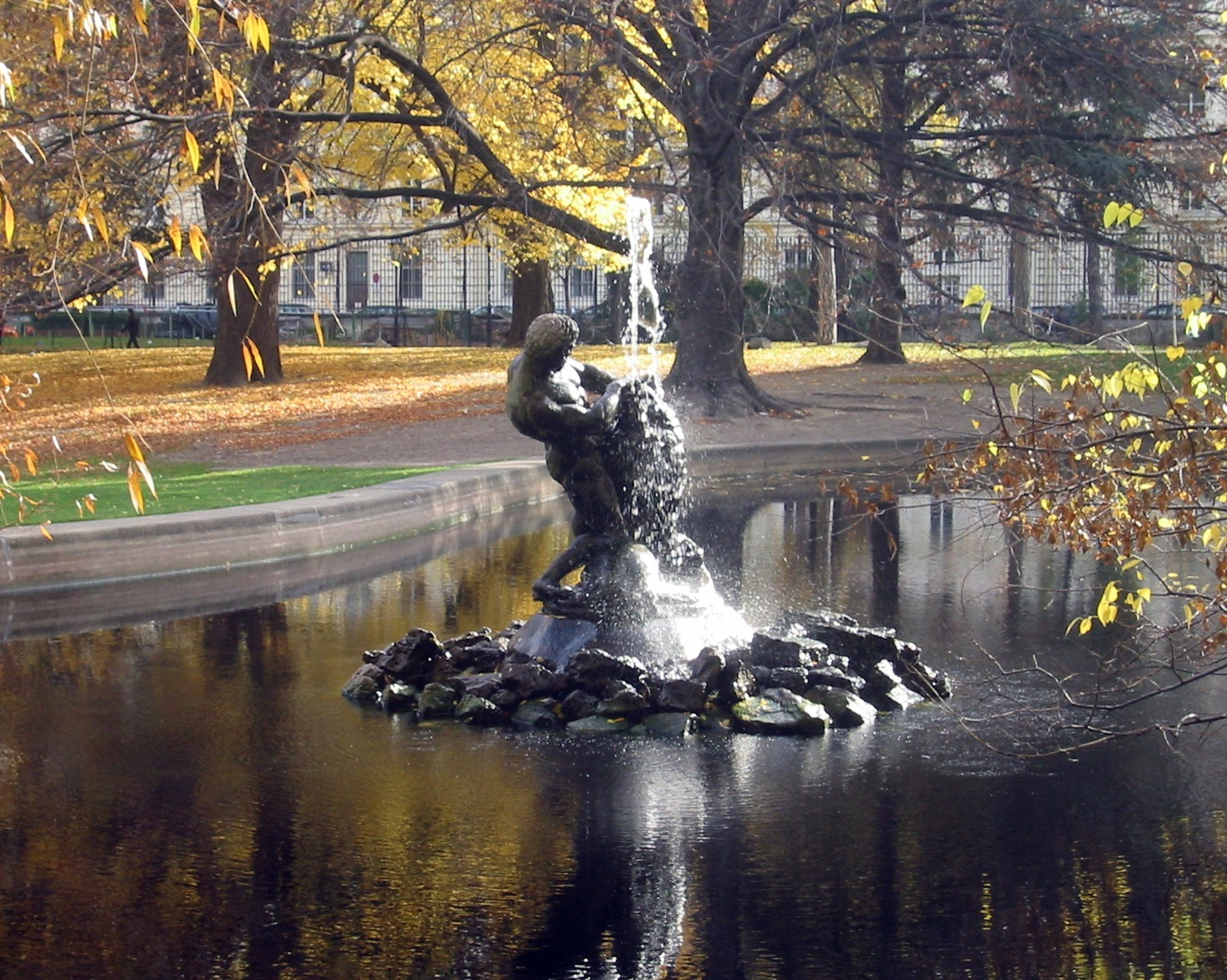
Фонтан Геркулеса

- Фонтан Геркулеса. Фігури Геракла та левів походять з парку Естергазі в 6-му районі Відня, Маріагільфі. Були розміщені посеред ставу в 1948 році.